# Nika Katsjarava
Nikoloz ("Nika") Katsjarava (Georgisch: ნიკა კაჭარავა; Nicosia, 14 januari 1994) is een Georgisch-Cypriotisch voetballer die doorgaans speelt als spits. In juli 2025 verruilde hij FK Gagra voor FC Gareji. Katsjarava maakte in 2016 zijn debuut in het Georgisch voetbalelftal.

## Clubcarrière
Katsjarava speelde in de jeugd van Dinamo Tbilisi en daarna een jaar in de opleiding van Roebin Kazan. Bij die club wist hij niet door te breken en na een jaar keerde hij terug naar Georgië, waar hij ging spelen voor Spartaki Tschinvali. Voor die club maakte hij zijn professionele debuut, toen op bezoek bij WIT Georgia met 0–1 werd gewonnen. Katsjarava mocht in de basis beginnen van zijn vader Kacha Katsjarava en veertien minuten voor het einde van de wedstrijd werd hij gewisseld. Zijn eerste doelpunt volgde op 4 oktober 2014. Op die dag opende hij dertien minuten voor tijd de score op bezoek bij Goeria Lantsjchoeti. Uiteindelijk werd het door een benutte strafschop nog 1–1. In anderhalf seizoen tijd wist hij tot vijfentwintig doelpunten te komen in het eerste elftal van Spartaki.
Hierna ging de aanvaller in februari 2016 op proef bij FK Rostov. Uiteindelijk werd hij ook definitief aangetrokken door Rostov. Met de overgang was circa driehonderdduizend euro gemoeid. In zijn eerste halve seizoen zat Katsjarava twaalfmaal als reservespeler op de bank, maar geen enkele keer kwam het tot speelminuten. In de zomer werd de Georgiër voor de duur van één seizoen verhuurd aan Ethnikos Achna. In zevenentwintig competitiewedstrijden kwam Katsjarava tot zestien doelpunten. Het jaar erop werd hij opnieuw verhuurd, ditmaal aan Korona Kielce.
Na zijn seizoen in Polen maakte de Georgiër de overstap naar Anorthosis Famagusta. In september 2020 werd hij voor de tweede keer gehuurd door een Poolse club. Ditmaal nam Lech Poznań de spits tijdelijk over. Na deze verhuurperiode speelde Katsjarava nog een halfjaar bij Anorthosis, voor hij deze club achter zich liet. Na een jaar bij Jeonnam Dragons verkaste Katsjarava een jaar later naar Torpedo Koetaisi. Medio 2023 nam FK Panevėžys hem over, waarna hij een jaar later verkaste naar Spartakos Kitiou. In februari 2025 verkaste Katsjarava naar FK Gagra, om die zomer te verkassen naar FC Gareji.

## Clubstatistieken
| Seizoen | Club                 | Competitie    | Competitie | Competitie | Beker | Beker | Internationaal | Internationaal | Totaal | Totaal |
| Seizoen | Club                 | Competitie    | Wed.       | Dlp.       | Wed.  | Dlp.  | Wed.           | Dlp.           | Wed.   | Dlp.   |
| ------- | -------------------- | ------------- | ---------- | ---------- | ----- | ----- | -------------- | -------------- | ------ | ------ |
| 2013/14 | Spartaki Tschinvali  | Erovnuli Liga | 1          | 0          | 0     | 0     | —              | —              | 1      | 0      |
| 2014/15 | Spartaki Tschinvali  | Erovnuli Liga | 25         | 12         | 6     | 5     | —              | —              | 31     | 17     |
| 2015/16 | Spartaki Tschinvali  | Erovnuli Liga | 15         | 13         | 2     | 1     | 2              | 1              | 19     | 15     |
| 2015/16 | FK Rostov            | Premjer-Liga  | 0          | 0          | 0     | 0     | —              | —              | 0      | 0      |
| 2016/17 | → Ethnikos Achna     | A Divizion    | 27         | 16         | 2     | 0     | —              | —              | 29     | 16     |
| 2016/17 | → Korona Kielce      | Ekstraklasa   | 26         | 7          | 3     | 2     | —              | —              | 29     | 9      |
| 2018/19 | Anorthosis Famagusta | A Divizion    | 23         | 4          | 2     | 0     | 1              | 0              | 26     | 4      |
| 2019/20 | Anorthosis Famagusta | A Divizion    | 18         | 6          | 3     | 0     | —              | —              | 21     | 6      |
| 2020/21 | Anorthosis Famagusta | A Divizion    | 2          | 0          | 0     | 0     | 0              | 0              | 2      | 0      |
| 2020/21 | → Lech Poznań        | Ekstraklasa   | 7          | 1          | 1     | 0     | 6              | 0              | 14     | 1      |
| 2021/22 | Anorthosis Famagusta | A Divizion    | 8          | 1          | 0     | 0     | 5              | 0              | 13     | 1      |
| 2022    | Jeonnam Dragons      | K League 2    | 10         | 2          | 0     | 0     | —              | —              | 10     | 2      |
| 2023    | Torpedo Koetaisi     | Erovnuli Liga | 14         | 3          | 0     | 0     | —              | —              | 14     | 3      |
| 2023    | FK Panevėžys         | A lyga        | 7          | 2          | 0     | 0     | —              | —              | 7      | 2      |
| 2024    | FK Panevėžys         | A lyga        | 10         | 0          | 2     | 1     | —              | —              | 12     | 1      |
| 2024/25 | Spartakos Kitiou     | B' Kategoria  | 9          | 2          | 0     | 0     | —              | —              | 9      | 2      |
| 2025    | FK Gagra             | Erovnuli Liga | 10         | 0          | 0     | 0     | —              | —              | 10     | 0      |
| 2025    | FC Gareji            | Erovnuli Liga | 0          | 0          | 0     | 0     | —              | —              | 0      | 0      |
| Totaal  | Totaal               | Totaal        | 212        | 69         | 21    | 9     | 14             | 1              | 247    | 79     |

Bijgewerkt op 8 juli 2025.

## Interlandcarrière
Katsjarava maakte in 2016 zijn debuut in het Georgisch voetbalelftal. Op 29 maart van dat jaar werd in een oefenduel met 1–1 gelijkgespeeld tegen Kazachstan. Azat Nurgalijev opende de score namens de bezoekers en drie minuten later tekende Tornike Okriasjvili voor de gelijkmaker. De spits mocht van bondscoach Vladimír Weiss in de rust van de wedstrijd invallen voor Giorgi Tsjantoeria. De andere debutant dit duel was Giorgi Aboerdzjania (Gimnàstic). Op 25 maart 2017 speelde hij zijn vierde interland, toen hij in een kwalificatiewedstrijd voor het WK 2018 tegen Servië in de basis startte. In de vijfde minuut tekende Katsjarava voor het eerste doelpunt van het duel. Uiteindelijk zou Georgië met 1–3 het onderspit delven door doelpunten van Dušan Tadić, Aleksandar Mitrović en debutant Mijat Gaćinović.
| Interlands van Nika Katsjarava voor Georgië | Interlands van Nika Katsjarava voor Georgië | Interlands van Nika Katsjarava voor Georgië | Interlands van Nika Katsjarava voor Georgië | Interlands van Nika Katsjarava voor Georgië | Interlands van Nika Katsjarava voor Georgië |
| №                                           | Datum                                       | Wedstrijd                                   | Uitslag                                     | Competitie                                  | Goals                                       |
| Als speler bij FK Rostov                    | Als speler bij FK Rostov                    | Als speler bij FK Rostov                    | Als speler bij FK Rostov                    | Als speler bij FK Rostov                    | Als speler bij FK Rostov                    |
| ------------------------------------------- | ------------------------------------------- | ------------------------------------------- | ------------------------------------------- | ------------------------------------------- | ------------------------------------------- |
| 1                                           | 29 maart 2016                               | Georgië – Kazachstan                        | 1 – 1                                       | Vriendschappelijk                           |                                             |
| Als speler bij Ethnikos Achna               |                                             |                                             |                                             |                                             |                                             |
| 2                                           | 6 oktober 2016                              | Ierland – Georgië                           | 1 – 0                                       | WK 2018 kwalificatie                        |                                             |
| 3                                           | 9 oktober 2016                              | Wales – Georgië                             | 1 – 1                                       | WK 2018 kwalificatie                        |                                             |
| 4                                           | 24 maart 2017                               | Georgië – Servië                            | 1 – 3                                       | WK 2018 kwalificatie                        | 5'                                          |
| 5                                           | 28 maart 2017                               | Georgië – Letland                           | 5 – 0                                       | Vriendschappelijk                           |                                             |
| 6                                           | 7 juni 2017                                 | Georgië – Saint Kitts en Nevis              | 3 – 0                                       | Vriendschappelijk                           |                                             |
| 7                                           | 11 juni 2017                                | Moldavië – Georgië                          | 2 – 2                                       | WK 2018 kwalificatie                        |                                             |
| Als speler bij Korona Kielce                |                                             |                                             |                                             |                                             |                                             |
| 8                                           | 10 november 2017                            | Georgië – Cyprus                            | 1 – 0                                       | Vriendschappelijk                           |                                             |
| 9                                           | 13 november 2017                            | Georgië – Wit-Rusland                       | 2 – 2                                       | Vriendschappelijk                           |                                             |
| 10                                          | 27 maart 2018                               | Georgië – Estland                           | 2 – 0                                       | Vriendschappelijk                           |                                             |
| 11                                          | 1 juni 2018                                 | Georgië – Malta                             | 1 – 0                                       | Vriendschappelijk                           |                                             |
| 12                                          | 5 juni 2018                                 | Luxemburg – Georgië                         | 1 – 0                                       | Vriendschappelijk                           |                                             |
| Als speler bij Anorthosis Famagusta         |                                             |                                             |                                             |                                             |                                             |
| 13                                          | 9 september 2018                            | Georgië – Letland                           | 1 – 0                                       | Nations League 2018/19                      |                                             |
| 14                                          | 13 oktober 2018                             | Georgië – Andorra                           | 3 – 0                                       | Nations League 2018/19                      |                                             |
| 15                                          | 15 november 2018                            | Andorra – Georgië                           | 1 – 1                                       | Nations League 2018/19                      |                                             |
| 16                                          | 19 november 2018                            | Georgië – Kazachstan                        | 2 – 1                                       | Nations League 2018/19                      |                                             |
| 17                                          | 23 maart 2019                               | Georgië – Zwitserland                       | 0 – 2                                       | EK 2020 kwalificatie                        |                                             |
| 18                                          | 5 september 2020                            | Estland – Georgië                           | 0 – 1                                       | Nations League 2020/21                      | 35'                                         |
| 19                                          | 8 september 2020                            | Georgië – Noord-Macedonië                   | 1 – 1                                       | Nations League 2020/21                      |                                             |
| Als speler bij Lech Poznań                  |                                             |                                             |                                             |                                             |                                             |
| 20                                          | 11 oktober 2020                             | Armenië – Georgië                           | 2 – 2                                       | Nations League 2020/21                      | 46'                                         |
| 21                                          | 14 oktober 2020                             | Noord-Macedonië – Georgië                   | 1 – 1                                       | Nations League 2020/21                      |                                             |
| 22                                          | 12 november 2020                            | Georgië – Noord-Macedonië                   | 0 – 1                                       | EK 2020 kwalificatie                        |                                             |
| 23                                          | 15 november 2020                            | Georgië – Armenië                           | 1 – 2                                       | Nations League 2020/21                      |                                             |
| 24                                          | 18 november 2020                            | Georgië – Estland                           | 0 – 0                                       | Nations League 2020/21                      |                                             |

Bijgewerkt op 8 juli 2025.